# 高岡藩
高岡藩（たかおかはん）は、下総国香取郡高岡村（現在の千葉県成田市高岡）の高岡陣屋に藩庁を置いた藩。1640年に大目付の井上政重が大名に列した。初期には定府であり、高岡を居所と定めたのは3代藩主の時である。以後廃藩置県まで譜代大名井上家が治めた。存続期間の大部分において石高は1万石。

## 歴史
高岡周辺は、中世には大須賀荘の一部で、高岡にある天台宗の寺院・眞城院は寺伝によれば応永3年（1396年）に創建されている。高岡村は江戸時代初期には佐倉藩領となっていた。なお、近世に近隣の滑河（滑川）村には「滑河河岸」、猿山村には「源太（源田）河岸」があり、利根川水運の要衝として栄えた地域である。
藩祖である井上政重（井上正就の弟）は徳川秀忠・家光の2代に仕えて大坂の陣などで功績を挙げ、御書院番士・大目付（当時は惣目付という名称）などを歴任して次第に加増を受け、島原の乱でも戦後処理などで功を挙げた。こうした功績によって寛永17年（1640年）6月12日、政重は6000石を加増されて1万石を領する大名となった。ただし、当時は高岡に陣屋は築かれず、江戸に定府していた。政重はその後もキリシタンの取締りのために宗門改役を設置し、長崎出島における交易制限を行なうなど、鎖国体制の確立に尽力した。この功により寛永20年（1643年）5月23日、3000石を加増された。政重は万治3年（1660年）7月9日に、加齢を理由として家督を井上政清に譲って隠居する。
第2代藩主・政清のとき、弟の井上政則に1000石、井上政明に500石を分与したため、高岡藩領は1万1500石となる。第3代藩主・井上政蔽のとき、高岡に陣屋が築かれた（高岡陣屋）。また、弟の井上政式に1500石を分与したため、高岡藩領は1万石となった。高岡藩の領地は上総・下総に分散しており、早い時期から財政難に陥っていたという。元禄年間、政蔽は財政家として知られる松波勘十郎（良利）を招聘して財政再建を委ね、成功したとされる。
高岡藩は尾張藩とつながりが深く、第6代藩主・井上正国は徳川宗勝の十男、第7代藩主・井上正紀は尾張藩の付家老家である竹腰勝起の次男である。第10代藩主・井上正和は文久2年（1862年）に江戸藩邸内に藩校・学習館を創設した。儒学者朝川善庵門人の随朝欽哉などが教授し、藩士だけではなく庶民の入学を許可した開放的な藩校であった。
譜代井上家は他に常陸下妻藩主家もあり、みな明治維新を迎えている。
最後の藩主・井上正順は明治2年（1869年）の版籍奉還で知藩事となる。2年後の廃藩置県で高岡藩は廃藩となり、高岡県となる。のちに高岡県は新治県を経て千葉県に編入された。

## 歴代藩主
井上家
譜代。菊間広縁・陣屋。1万石→1万3000石→1万1500石→1万石。
1. 井上政重（まさしげ）：従五位下。筑後守（大目付）
2. 井上政清（まさきよ）：従五位下。筑後守（大坂加番・駿府加番）
3. 井上政蔽（まさあきら）：従五位下。筑後守（駿府加番）
4. 井上政鄰（まさちか）：従五位下。筑後守
5. 井上正森（まさもり）：従五位下。山城守
6. 井上正国（まさくに）：従五位下。筑後守（大坂定番・奏者番）
7. 井上正紀（まさのり）：従五位下。壱岐守
8. 井上正瀧（まさたき）：従五位下。筑後守
9. 井上正域（まさむら）：従五位下。筑後守（祭祀奉行）
10. 井上正和（まさよし）：従五位下。筑後守（祭祀奉行）
11. 井上正順（まさより）：従五位下。宮内少輔

## 幕末の領地
- 下総国
  - 印旛郡のうち - 1村
  - 香取郡のうち - 11村
  - 相馬郡のうち - 11村（うち4村を佐倉藩に編入）
- 上総国
  - 市原郡のうち - 10村（うち7村を鶴舞藩、3村を菊間藩に編入）
  - 埴生郡のうち - 1村（安房上総知県事を経て鶴舞藩に編入）
  - 山辺郡のうち - 2村
  - 武射郡のうち - 2村（安房上総知県事を経て柴山藩に編入）